# ニック・カーショウ
ニック・カーショウ（Nik Kershaw、本名ニコラス・デヴィッド・カーショウ、1958年3月1日 - ）は、イギリス・ブリストル出身のシンガーソングライター、ギタリスト。
1984年発表のデビュー・アルバム『ヒューマン・レーシング』は、8ヶ月以上にもわたり全英チャートに入り続けた。セカンド・アルバムから大ヒットしたファースト・シングルの「ザ・リドル」（全英3位）で知られる。
また、ソングライター、プロデューサーとしても活躍し、トニー・バンクス、チェズニー・ホークス、ジェイソン・ドノヴァン、ローナン・キーティング、ゲイリー・ムーア、ブリトニー・スピアーズ、エルトン・ジョンなど、多くのアーティストの作品に関わっている。
ニックが作詞作曲、プロデュースを担当したチェズニー・ホークスによる1991年のシングル「ワン・アンド・オンリー」は、1991年に全英シングルチャートNo.1となり、アメリカでのBillboard Hot 100最高位10位をはじめとして世界中で大ヒットし、マイケル・J・フォックス主演で1991年に公開されたハリウッド映画『ドク・ハリウッド』の主題歌としても知られている。また日本では、ホンダ・インテグラのCMでも使用された。

## ディスコグラフィ

### スタジオ・アルバム
- 『ヒューマン・レーシング』 - Human Racing (1984年)
- 『ザ・リドル』 - The Riddle (1984年)
- 『ラジオ・ミュージコーラ』 - Radio Musicola (1986年)
- 『ザ・ワークス』 - The Works (1989年)
- 『フィフティーン・ミニッツ』 - 15 Minutes (1999年)
- To Be Frank (2001年)
- You've Got to Laugh (2006年)
- Ei8ht (2012年)
- Oxymoron (2020年)

### コンピレーション・アルバム
- 『ザ・コレクション』 - The Collection (1991年)
- Wouldn't It Be Good (1991年)
- The Best of Nik Kershaw (1993年)
- Anthology (1995年)
- Greatest Hits (1998年)
- 『ニック・カーショウ』 - The Essential (2000年)
- Then and Now (2005年)
- No-frills (2010年)

### シングル
- "I Won't Let the Sun Go Down on Me" (1983年)
- "Wouldn't It Be Good" (1984年)
- "Dancing Girls" (1984年)
- "I Won't Let The Sun Go Down On Me (re-issue)" (1984年)
- "Human Racing" (1984年)
- 「ザ・リドル」 - "The Riddle" (1984年)
- 「ワイド・ボーイ」 - "Wide Boy" (1985年)
- 「ドン・キホーテ」 - "Don Quixote" (1985年)
- 「ハート・ビーツ」 - "When a Heart Beats" (1985年)
- 「ひとりぼっちのハート」 - "Nobody Knows" (1986年)
- 「ラジオ・ミュジコーラ」 - "Radio Musicola" (1986年)
- "James Cagney" (1987年)
- 「ワン・ステップ・アヘッド」 - "One Step Ahead" (1989年)
- "Elisabeth's Eyes" (1989年)
- 「恋はせつなく」 - "Wouldn't It Be Good (re-issue)" (1991年)
- 「アイ・ワナ・チェンジ・ザ・スコアー」 - "I Wanna Change the Score" (1991年) ※with トニー・バンクス名義
- "Old Friends" (1993年)
- "Wouldn't It Be Good ('98 Remix)" (1998年)
- "'98 Remixes (Wouldn't It Be Good & I Won't Let The Sun Go Down On Me) EP" (1998年)
- "Somebody Loves You" (1999年)
- "Sometimes" (1999年)
- "What Do You Think Of It So Far?" (1999年)
- "Wounded" (2001年)
- "Die Laughing" (2001年)
- "What It Is" (2005年)
- "The Riddle '05" (2005年)

## 参照
- Nik Kershaw ニック・カーショウ